# Herb gminy Gniewoszów

Herb gminy do 2024

Herb gminy Gniewoszów – jeden z symboli gminy Gniewoszów, ustanowiony 19 marca 2024

## Wygląd i symbolika
Herb przedstawia na tarczy w polu błękitnym srebrną podkowę zwieńczoną złotym krzyżem, pod nią srebrną strzałę skierowaną w dół, a w podstawie tarczy kroczącego srebrnego konia ze złotymi kopytami i czarną wyściółką pod siodło. 
Herb nawiązuje do historycznych herbów miasta Gniewoszowa (Dołęga, 1781) i miasta Granicy (nadany przez Augusta III w 1735 herb Starykoń).